# Zamki Romea i Julii
Zamki Romea i Julii – kompleks dwóch średniowiecznych zamków (Castello della Villa oraz Castello della Bellaguardia) przedzielonych doliną znajdujących się w Montecchio Maggiore we Włoszech w regionie Wenecja Euganejska, w prowincji Vicenza.
Zamki były odnawiane w latach 30. XX wieku. Zamek Romea zachował się w stanie niewymagającym zmian, natomiast z zamku Julii pozostały wieża i mury zewnętrzne. Znajduje się tutaj seria czternastu fresków Pino Casariniego nawiązujących do losów Romea i Julii. Miejsce zostało pierwotnie rozpropagowane przez miejscową legendę, którą opisał i w 1530 roku opublikował mieszkający w pobliskim Montorso Vicentino pisarz Luigi da Porto, korzystający przypuszczalnie z dzieła żyjącego trzy wieki przed nim satyryka Massuccia Salernitano Mariotto i Ganoza. Szerszą, światową popularność zapewnił kochankom William Shakespeare, znający tłumaczenie nawiązującej do tej legendy noweli, której autorem z kolei był Matteo Brandtello.